# Избирательный фонд
Избирательный фонд — временный целевой фонд, создаваемый в порядке, установленном национальным законодательством, для финансирования избирательной кампании. Источниками пополнения избирательного фонда являются личные средства кандидатов, средства партий и избирательных объединений, а также добровольные пожертвования. Круг жертвователей и размер взноса могут быть ограничены законом. В ряде стран государство может на равных условиях финансировать предвыборные кампании участвующих в выборах партий и кандидатов или возмещать расходы тем из них, кто получил представительство по итогам голосования. Закон также может обязать получателей публиковать отчёты об использовании избирательного фонда. Для привлечения средств в избирательные фонды используются различные методы фандрайзинга, и их сбор может вылиться в отдельную кампанию.
От успешного сбора средств во многом зависит и исход самой избирательной кампании, однако прямой зависимости между размерами фонда и исходом выборов нет. Многое зависит от эффективности его использования. Существует мнение, что денежные затраты лишь компенсируют недостаток иных, в том числе моральных, ресурсов. Величина расходов избирательного фонда зависит от методов ведения кампании и избранных средств агитации. Так, расходы кандидата, делающего ставку на телеэфир обычно значительно выше, так как эфирное время дорого.
Большая часть избирательных расходов приходится на агитацию, однако средства фондов также могут быть направлены на финансирование других видов деятельности, связанных с предвыборной кампанией. Сюда относится материально-техническое обеспечение и оплата труда избирательного штаба, сбор подписей, внесение избирательного залога.

## Избирательные фонды по странам

### Россия
Российское законодательство накладывает существенные ограничения как на источники финансирования избирательной кампании, так и на расходование фондов. Так, запрещается делать взносы в избирательные фонды иностранным государствам, юридическим лицам, иностранным гражданам и лицам без гражданства, российским юридическим лицам с иностранным капиталом более 30 %, российским гражданам, не достигшим на момент голосования совершеннолетия, международным организациям и движениям, органам государственной власти и местного самоуправления, юридическим лицам с долей государственного участия более 30 %, воинским частям, правоохранительным органам, благотворительным и религиозным объединениям и учреждённым ими организациям, анонимным жертвователям, юридическим лицам, зарегистрированным менее, чем за год до дня голосования, иностранным агентам.
Для выборов разного уровня устанавливаются различные пороги предельных расходов и максимальные суммы взносов от одного лица. Остаток на счёте после окончания избирательной кампании распределяется между жертвователями пропорционально их вкладу.

### Франция
Во Франции избирательные фонды также не могут пополняться за счёт вкладов иностранных граждан, иностранных государств и организаций. Не вправе делать дарений кандидатам и французские органы власти всех уровней. Об использовании избирательного фонда кандидат обязан опубликовать отчёт. Устанавливаются максимальные суммы допустимых расходов, и перерасход средств влечёт за собой аннулирование мандата в случае избрания.

### США
В США публичные кампании по сбору средств для избирательных фондов являются общераспространённой практикой. Взносы делают как преуспевающие предприниматели, так и простые граждане. Как отмечают эксперты, финансирование предвыборной агитации не является основной целью подобных акций. С чисто денежной точки зрения они не особенно выгодны, так как небольшие взносы лишь незначительно покрывают расходы на организацию самой кампании. Однако с помощью сбора небольших сумм партии приобретают устойчивых сторонников. Сделав взнос, гражданин, как показывает американская практика, в дальнейшем с высокой вероятностью поддерживает кандидатов от партии-получателя на выборах в течение нескольких лет.